# Ւ

Ւとւ

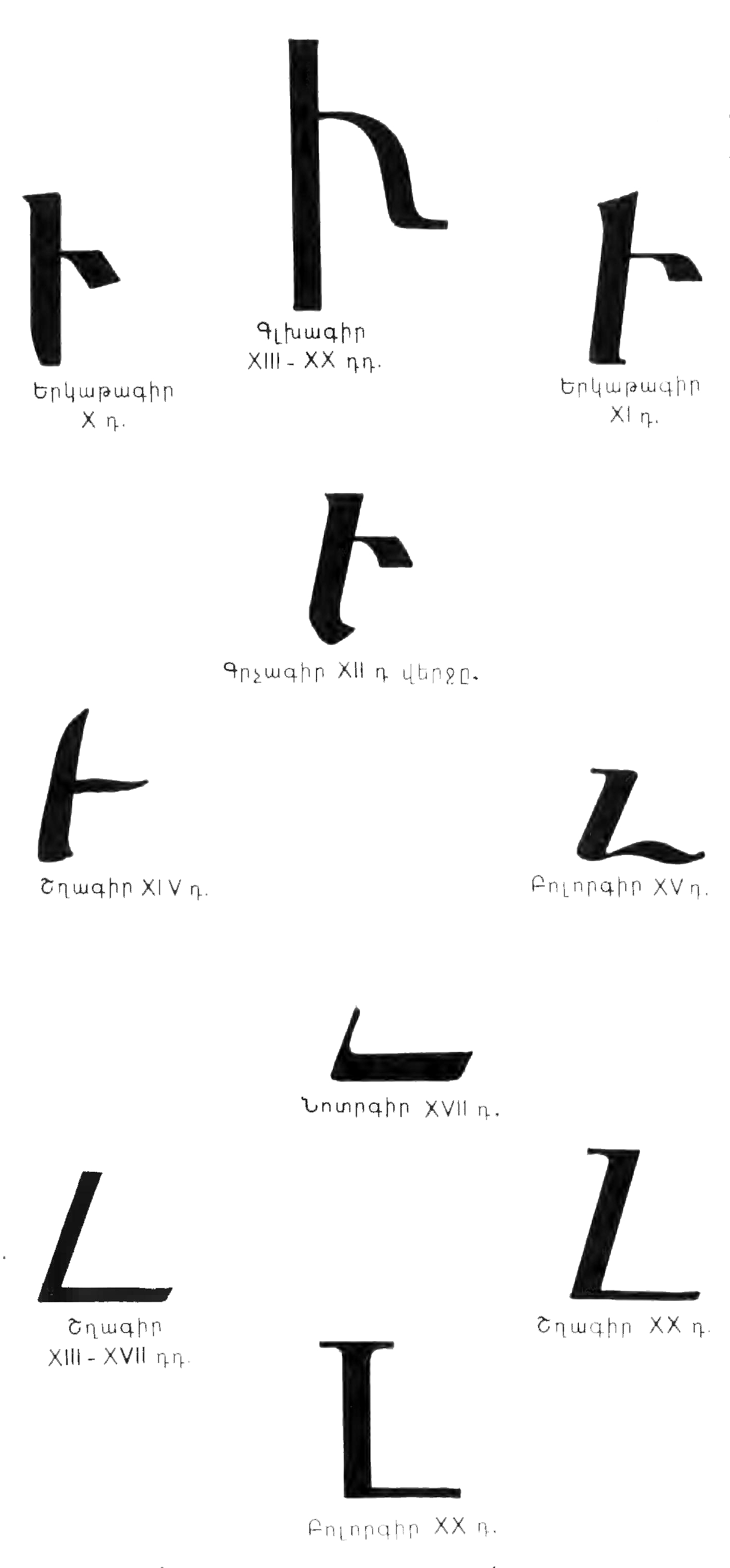
Ւとւの様々な書体

Ւ, ւ（アルメニア語: հյուն / հիւնまたはվյուն / ւիւն、発音はhyun / hünまたはvyun / vün）は、アルメニア文字の伝統アルファベットの34番目の文字である。405年ごろにメスロプ・マシュトツによって作成されたと見られる。1922年の正書法改正で、下記の合字以外にすべて「Վ」に書き換えられて廃止された。

## 使用
古典アルメニア語では有声両唇軟口蓋接近音[w]を表す（現代アルメニア語にこの発音は存在しない）。現代の東アルメニア語・西アルメニア語では有声唇歯摩擦音[v]を表す。ラテン文字化する時は「W」と記す。記数法では7000を表す。
現代のアルメニア語では「Վ」と同音であるが、ソ連時代および現行のアルメニア共和国の正書法での文字の整理により、「Վ」に書き換えられた（Եւրոպա → Եվրոպաなど）。

## 合字

և

Ուとու

前に「Ե」が来る時は合字「և」となり、[ɛv]または[jɛv]を表す。現行のアルメニア共和国の正書法では37番目の文字となる。前に「Ո」が来る時は合字「ու」となり、円唇後舌狭母音[u]を表す。現行のアルメニア共和国の正書法では34番目の文字となる。なお、これらの合字は語頭にあり、大文字が来るべき時はそれぞれ「Եվ」（または「Եւ」）「Ու」と書く。
古典アルメニア語にあった「ոյ」「իւ」も正書法の規定により、「ույ」「յու」と書くようになっている（քոյր → քույր、ազատութիւն → ազատությունなど）。また、有声唇歯摩擦音[v]と発音する「ու」も「վ」と書き換えられる（բացուել → բացվելなど）。

## 書体

## 符号位置
| 文字 | Unicode | JIS X 0213 | 文字参照        | 備考      |
| ---- | ------- | ---------- | --------------- | --------- |
| Ւ    | U+0552  | -          | &#x552; &#1362; |           |
| ւ    | U+0582  | -          | &#x582; &#1410; |           |
| և    | U+0587  | -          | &#x587; &#1415; | եとの合字 |